# Kirchenprovinz Wien
Die Kirchenprovinz Wien ist eine der beiden Kirchenprovinzen der Römisch-katholischen Kirche in Österreich.

## Geografie
Die Kirchenprovinz umfasst etwa die nordösterreichischen Bundesländer Burgenland, Niederösterreich, Oberösterreich und Wien.

## Gliederung
Folgende Diözesen gehören zur Kirchenprovinz:
- Erzdiözese Wien
  1. Diözese Eisenstadt
  2. Diözese Linz
  3. Diözese St. Pölten

## Geschichte
Ursprünglich unterstand das Territorium der heutigen Erzdiözese dem 739 gegründeten Bistum Passau und gehörte zur Kirchenprovinz Salzburg. Aus dem Gebiet des Bistums Passau wurden 1469 die zwei Bistümer Wien und Wiener Neustadt ausgegliedert. Versuche der Habsburger, die österreichischen Teile des Bistums Passau in österreichische Landesbistümer umzuwandeln, gelangen aber erst am 1. Juni 1722, als Wien zum Erzbistum erhoben wurde und eine eigene Kirchenprovinz Wien entstand. Das 1785 aufgelöste Bistum Wiener Neustadt gehört seitdem zur Diözese Wien. Die neu gegründeten Diözesen Linz und St. Pölten wurden Wien als Suffraganbistümer unterstellt. Die im Jahr 1960 errichtete Diözese Eisenstadt gehört ebenfalls zur Kirchenprovinz Wien.

### Metropoliten
1. Kardinal Sigismund Graf von Kollonitz (1716–1751)
2. Kardinal Johann Joseph Graf von Trautson (1751–1757)
3. Kardinal Christoph Anton Graf Migazzi (1757–1803)
4. Sigismund Anton Graf von Hohenwart (1803–1820)
5. Leopold Maximilian von Firmian (1822–1831)
6. Vincenz Eduard Milde (1832–1853)
7. Kardinal Joseph Othmar von Rauscher (1853–1875)
8. Kardinal Johann Rudolf Kutschker (1876–1881)
9. Kardinal Cölestin Joseph Ganglbauer (1881–1889)
10. Kardinal Anton Joseph Gruscha (1890–1911)
11. Kardinal Franz Xaver Nagl (1911–1913)
12. Kardinal Friedrich Gustav Piffl (1913–1932)
13. Kardinal Theodor Innitzer (1932–1955)
14. Kardinal Franz König (1956–1986)
15. Kardinal Hans Hermann Groër (1986–1995)
16. Kardinal Christoph Schönborn (1995–heute)